# 이윽고 바다에 닿다
《이윽고 바다에 닿다》(일본어: やがて海へと届く)는 2022년 일본의 드라마 영화로, 아야세 마루의 동명 소설을 원작으로 한다. 나카가와 류타로 감독이 연출했고, 하마베 미나미, 키시이 유키노가 출연한다.
2022년 4월 1일 일본 극장에 개봉하였다. 대한민국에는 이듬해인 2023년 6월 7일에 개봉한다.

## 출연진
- 키시이 유키노 - 고타니 마나 역
- 하마베 미나미 - 우키 스미레 역
- 스기노 요스케 - 도노 아쓰시 역
- 나카자키 하야 - 구니키다 소이치 역
- 쓰루타 마유 - 우키 시즈카 역
- 나카지마 토모코 - 이토 쇼에이 역
- 신타니 유즈미 - 이토 하스미 역
- 미츠이시 켄 - 나라하라 분토쿠 역

## 수입사
- 블루라벨픽쳐스